# Naissance en 1263
Naissance
- 1259
- 1260
- 1261
- 1262
- 1263
- 1264
- 1265
- 1266
- 1267

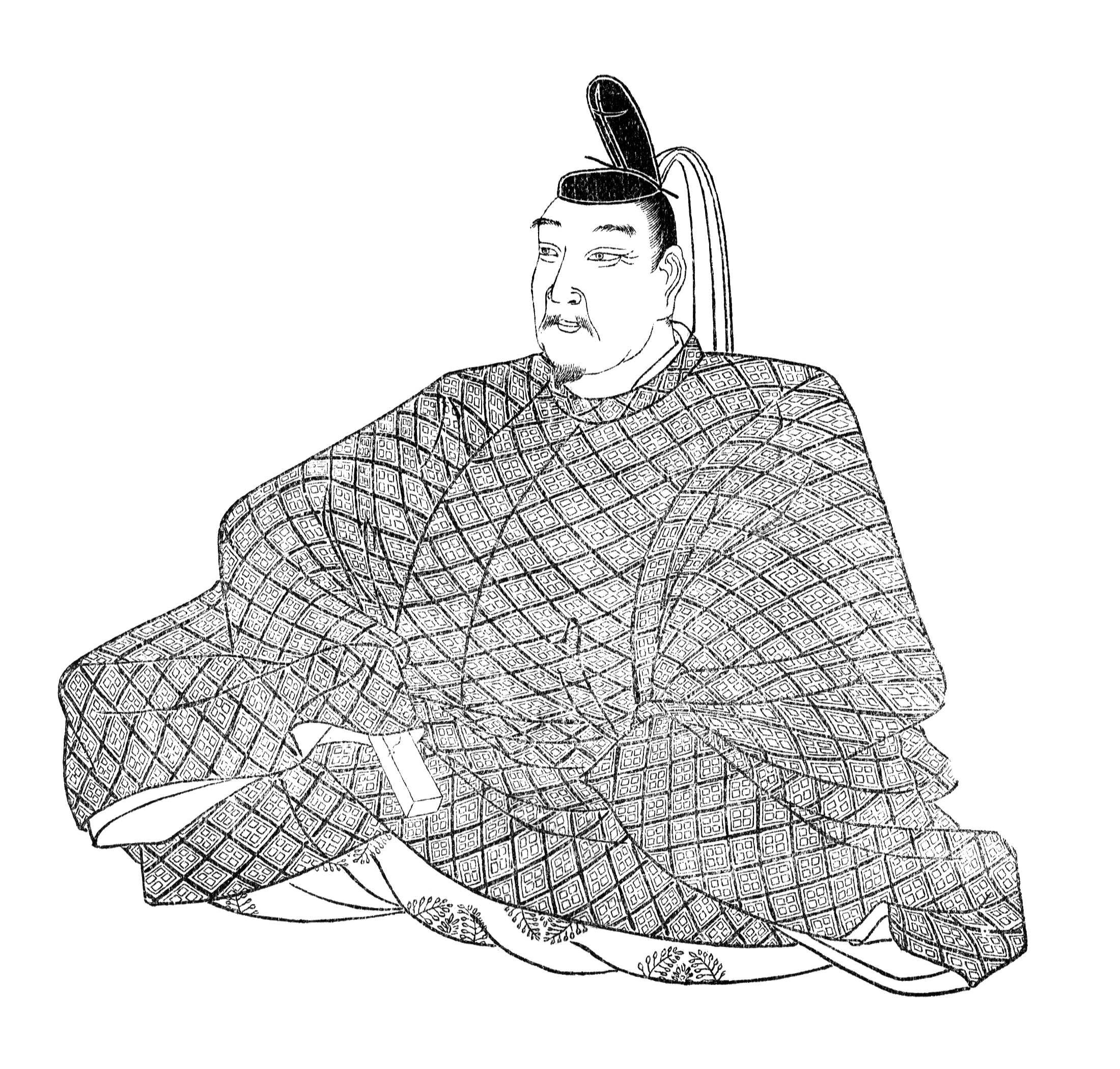
Reizei Tamesuke, né en 1263.

Cette page dresse une liste de personnalités nées au cours de l'année 1263 :
- Absh Khatun, reine de Perse.
- Al-Ashraf Salah ad-Dîn Khalil ben Qala'ûn, sultan mamelouk bahrite d'Égypte.
- Egon II de Fribourg, comte de Fribourg-en-Brisgau.
- Élisabeth de Kalisz, ou de Élisabeth Grande-Pologne, duchesse consort de Legnica.
- Napoléon Orsini, cardinal italien de Saint-Adrien.
- Hōjō Tokikuni, quatrième minamikata rokuhara Tandai (sécurité intérieure de Kyoto).
- Isabelle de Villehardouin, princesse d'Achaïe.
- Ibn Taymiyya, ou Taqî ad-Dîn Ahmad ibn Taymiyya, théologien et juriconsulte (faqîh).
- Reizei Tamesuke (ja)
- Thiébaud II de Lorraine, duc de Lorraine.
- Roseline de Villeneuve, moniale chartreuse française, considérée comme bienheureuse par l'Église catholique.

## Crédit d'auteurs
- Cet article est partiellement ou en totalité issu de l'article intitulé « 1263 » (voir la liste des auteurs).